# 基伍衝突
基伍衝突（英語：Kivu Conflict）是剛果民主共和國東部，剛果民主共和國軍隊與胡圖力量的武裝卢旺达解放民主力量發生的軍事衝突，始於2004年，共分為三個階段，其中第三階段仍在進行中。2009年3月以前，與剛果民主共和國軍隊對抗的主要的民兵組織為全國保衛人民大會，兩者衝突稍歇後，圖西族民兵成為對抗政府軍的主要力量。
联合国刚果民主共和国稳定特派团在基伍衝突中扮演重要角色，聯合國維持和平部隊致力於避免衝突升溫，以及阻止性侵、童兵等人權問題。已有93名維和部隊成員在此陣亡，其中有15人死於2017年12月由伊斯蘭民兵組織民主同盟軍發動的襲擊中。
2020年4月24日，盧安達解放民主力量在剛果民主共和國東部維龍加國家公園發動武裝襲擊，造成17人死亡。

## 背景
第二次刚果战争期間，洛朗·恩孔达是反政府的剛果民主聯盟戈馬派的軍官，2003年戰爭結束時，他曾短暫擔任過渡政府的上校，並於次年升階為將軍，但不久他便繼續反對政府，並與剛果民主聯盟戈馬派的舊部退入剛果東部北基伍省馬西西一帶的叢林中，繼續與剛果政府軍對抗。2006年12月，他將其武裝定名為全國保衛人民大會。

## 外部連結
- Renewed Crisis in North Kivu （页面存档备份，存于） (HRW)
- Friends of the Congo History, reports, press releases, and current conditions in Congo conflict regions.
- UN Security Council Report （页面存档备份，存于） United Nations press release, 26 November 2008